# Micrura dellechiajei
Micrura dellechiajei är en djurart som tillhör fylumet slemmaskar, och som först beskrevs av Ambrosius Arnold Willem Hubrecht 1879.  Micrura dellechiajei ingår i släktet Micrura och familjen Lineidae. Inga underarter finns listade i Catalogue of Life.